# A.S.D. Rivignano
Associazione Sportiva Dilettante Rivignano là một câu lạc bộ bóng đá Ý đến từ Rivignano Teor, Friuli-Venezia Giulia. Màu sắc của đội là đen và xanh nhạt.